# Trim (Irlanda)
Trim (Baile Átha Troim in irlandese) è un importante centro abitato del Meath, contea centro-orientale dell'Irlanda, della quale è stata county town storica in passato, nonostante oggi il centro amministrativo sia Navan.
Le cittadine ed i villaggi più vicini sono:
- Athboy (11 km a NO)
- Enfield (15 km a S)
- Navan (9 km a NE)
- Dunshaughlin (15 km ad E)

Ognuna di queste località del Meath meridionale ha forti connotazioni culturali, storiche e caratteristiche sociali, oltre che un'interdipendenza in termini di commercio, ricreazione, sostegni e amministrazione.
Situata 60 metri sul livello del mare sul Boyne, Trim era uno principali insediamenti inglesi nel Medioevo, mentre nel XV secolo il Parlamento inglese si riunì proprio nel centro abitato. Il duca di Wellington nacque nelle zone circostanti, mentre una colonna di dimensioni notevoli rimane ancora oggi a testimonianza di quei periodi. Altre attrazioni includono i Butterstream Gardens visitati dal Principe Carlo nella metà degli anni novanta. Molto suggestivo invece il Castello poco fuori dall'abitato, dove sono state girate alcune scene del film Braveheart.
Il palazzo civico (town hall) è conosciuto perché Thin Lizzy vi fece le sue prime performance, così come gli U2 e altre bande vi suonarono prima di arrivare al successo.

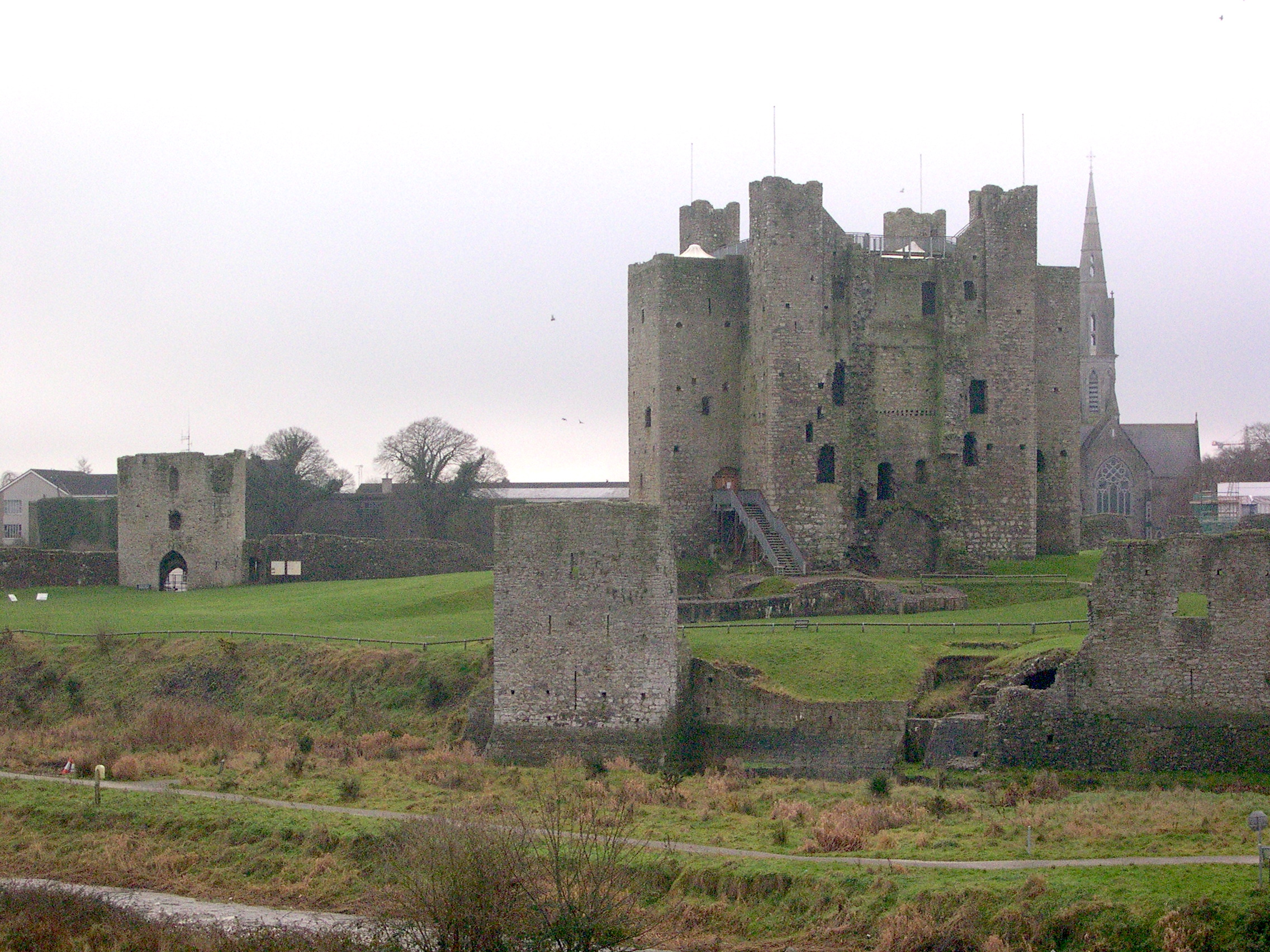
Castello di Trim
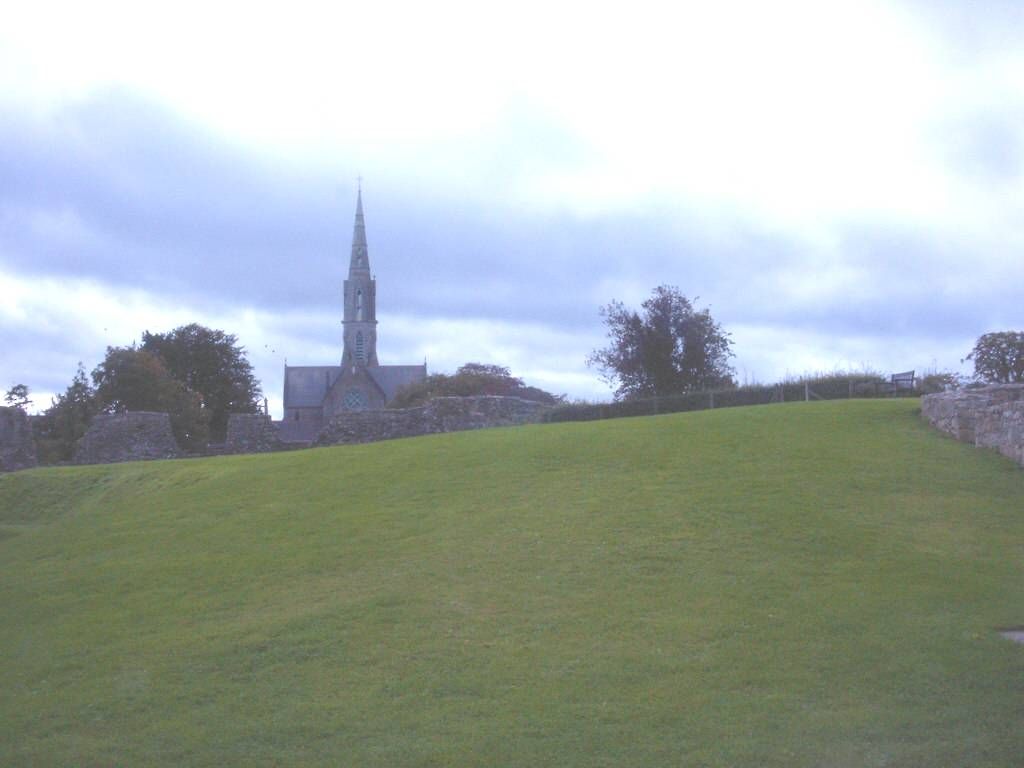
Chiesa